# Antonio Pérez Sánchez
Antonio Pérez Sánchez (1918- Valencia, 26 de febrero de 2012) fue en un empresario juguetero español, fundador de Industrias Geyper.

## Biografía
Crea la marca Geyper en 1945. Durante más de tres décadas, su industria juguetera fue una de las más importantes de España. Su actividad empresarial comenzó a despuntar a mediados de la década de 1950, con la salida al mercado de un walkie talkie con la estética de Flash Gordon, aprovechando el éxito del serial Diego Valor.

## Geyper
Avanzada la década de 1950, ideó juegos de construcciones (Cadako), y los conocidos como Juegos Reunidos Geyper, un juego de mesa, que incorporaba, en una única caja los pasatiempos más conocidos como parchís, la oca, damas, ruleta, etc.

### Geyperman
Pero quizá el referente de su trayectoria fuese el Geyperman, comercializado en 1975, entretenimiento de los niños españoles de toda una generación. Se trataba de un muñeco ideado para varones, con porte atlético y diferentes vestimentas y complementos: guerrero, explorador, marinero...
La empresa Geyper cerró sus puertas a finales de la década de 1980. En 2000 la juguetera vasca Bizak adquirió los derechos de comercialización, de nuevo, de los Geyperman y de los Juegos Reunidos Geyper, por un periodo de tres años. En la actualidad y desde el año 2011 la empresa Hobbycrash fabrica bajo licencia ediciones para coleccionismo de las figuras Geyperman.
Geyperman fue el muñeco de acción de escala 1/6 (30 cm.) de venta entre los años 70 y finales de los 80. La casa Geyper lo fabricó bajo licencia de Hasbro (juguetera estadounidense), basado en GI Joe. 
- G.I. (Government Issue): sintagma nominal que se refiere a cualquier cosa que tenga que ver con el ejército.
- Joe: apodo de los soldados estadounidenses en la Segunda Guerra Mundial.

GI Joe fue inicialmente un cómic para los soldados USA de la Segunda Guerra Mundial y, posteriormente, una serie de televisión, que terminó atrayendo a la compañía juguetera Hasbro, tras el éxito de la película «The Story of GI Joe».
Originalmente, con GI Joe se pretendía emular el éxito obtenido por Barbie entre las niñas de la época con un «soldado articulado» en 21 puntos. 
El 2 de febrero de 1964 salieron al mercado las primeras cuatro figuras de acción, cada una representando una rama del ejército (infantería, marinero, infante de marina y piloto de la fuerza aérea).
La casa Geyper fabricó el Geyperman bajo licencia de Hasbro, al igual que sucedió en otros países, todos basados en el GI Joe.
- GI Joe, de Hasbro (Estados Unidos)
- Action Man, de Palitoy (Reino Unido)
- Geyperman, de Geyper (España)

El cuerpo de Geyperman fue una evolución del cuerpo de Action Man y de GI Joe. Hay tres tipos de cuerpos diferentes, que fueron la evolución hasta el definitivo. Las manos flexibles fueron un invento de Action Man (1973), que GI Joe adoptó para su mercado, con la montura diferente y finalmente adoptado por Geyperman. El pelo también fue un invento de Action Man (1970).
Geyper fabricó Geyperman, clasificándolos en varios grupos, dependiendo del tipo de uniforme y accesorio:
- Soldados del mundo
- Aventureros del mundo
- El Lejano Oeste